# 烏津
烏津（羅馬化：Uzyn）是乌克兰基辅州白采爾克瓦區乌津市镇内的城市及该市镇的行政中心。該市距離首都基輔68公里，始建於1590年，面積80平方公里，海拔高度179米，2022年人口数量11,921人。

## 当地名人
- 帕维尔·波波维奇：苏联宇航员。